# Campeonato Paraguaio de Futebol de 1931
O Campeonato Paraguaio de Futebol de 1931 foi o vigésimo quarto torneio desta competição.  Participaram catorze equipes. Não houve rebaixamento na edição anterior. Este campeonato, devido ao início da Guerra do Chaco, demorou 14 meses para terminar.
| Equipe                 | Cidade   | Departamento     | No ano anterior | Estádio | Capacidade | Títulos                                            | Participações |
| ---------------------- | -------- | ---------------- | --------------- | ------- | ---------- | -------------------------------------------------- | ------------- |
| Club River Plate       | Assunção | Distrito Capital | Vice Campeão    | --      | --         | 0 (não possui)                                     | 17            |
| Club Cerro Porteño     | Assunção | Distrito Capital | Lugar           | --      | --         | 4 (1913, 1915, 1918, 1919)                         | 18            |
| Club Guaraní           | Assunção | Distrito Capital | Lugar           | --      | --         | 4 (1906,1907, 1921, 1923 )                         | 23            |
| Club Nacional          | Assunção | Distrito Capital | Lugar           | --      | --         | 4 (1909, 1911, 1924, 1926)                         | 24            |
| Club Olimpia           | Assunção | Distrito Capital | Lugar           | --      | --         | 8 (1912, 1914, 1916, 1917,1925, 1927, 1928, 1929 ) | 24            |
| Sol de América         | Assunção | Distrito Capital | Lugar           | --      | --         | 0 (não possui)                                     | 18            |
| Club Libertad          | Assunção | Distrito Capital | Campeão         | --      | --         | 3 (1910, 1920, 1930)                               | 19            |
| General Caballero      | Assunção | Distrito Capital | Lugar           | --      | --         | 0 (não possui)                                     | 4             |
| Club Sportivo Luqueño  | Luque    | Central          | Lugar           | --      | --         | 0 (não possui)                                     | 7             |
| Atlántida Sport Club   | Assunção | Distrito Capital | Lugar           | --      | --         | 0 (não possui)                                     | 15            |
| Club Presidente Hayes  | Assunção | Distrito Capital | Lugar           | --      | --         | 0 (não possui)                                     | 11            |
| CALT                   | Assunção | Distrito Capital | Lugar           | --      | --         | 0 (não possui)                                     | 2             |
| Club Presidente Alvear | Assunção | Distrito Capital | Lugar           | --      | --         | 0 (não possui)                                     | 2             |
| Club Universo          | Assunção | Distrito Capital | Lugar           | --      | --         | 0 (não possui)                                     | 2             |

## Premiação
| Campeonato Paraguaio 1931 Primeira Divisão |
| Assunção                                   |
| ------------------------------------------ |
| Club Olímpia Campeão (9º título)           |